# واين إشام
واين إشام (بالإنجليزية: Wayne Isham)‏ هو مخرج فيديو موسيقي ‏ ومخرج أمريكي، ولد في 1958 في الولايات المتحدة.

## وصلات خارجية
- الموقع الرسمي
- واين إشام على موقع IMDb (الإنجليزية)
- واين إشام على موقع ألو سيني (الفرنسية)
- واين إشام على موقع ميوزك برينز (الإنجليزية)
- واين إشام على موقع أول موفي (الإنجليزية)
- واين إشام على موقع ديسكوغز (الإنجليزية)
- واين إشام على موقع قاعدة بيانات الفيلم (الإنجليزية)
- واين إشام على موقع كينوبويسك (الروسية)